# Club Balonmano Puerto Sagunto/Statistiken
Dies ist ein Unterartikel zu Club Balonmano Puerto Sagunto und enthält Kader und Statistiken zu diesem spanischen Handballverein.

## Spielzeiten

### 2025/2026
In der Saison 2025/2026 spiielt die Mannschaft in der 2. Liga. Die Saison beginnt im Sommer 2025.
Team:
- Tor: Juan Ignacio Villarreal, Daniel Martínez
- Außen: Carlos Martín de Bolaños Ruiz, Diego Olba Macho, Arnau Fernández,
- Rückraum: Matheus Lennon de Novais Almeida, Joaquin Barceló García, Antonio Capitán, Javier Olivares, Oriol Teixidor Vilanova
- Kreis: Alberto Serradilla Cuenca, David Garcia Olmo,
- Trainer: Toni Malla Pérez
- Zugänge: Alberto Serradilla Cuenca (BM Anaitasuna), Carlos Martín de Bolaños Ruiz (BM Mislata), Juan Ignacio Villarreal (Trops Málaga), Arnau Fernández (BM Cangas), Alex Pozzer,
- Abgänge:

### 2024/2025
In der Spiellzeit 2024/2025 der 2. Liga kam die Mannschaft auf den 5. Platz (30 Punkte, 843:825; 17 Sige, drei Unentschieden, zehn Siege). Puerto Sagunto scheiterte am Ende der Saison in der Aufstiegsrunde an ID Energy Caserío.
Team:
- Tor: Daniel Martínez, Mario Rodriguez Cabrera
- Außen: Diego Olba Macho, Seke Gallart Bosque, Gonzalo Pérez
- Rückraum: Matheus Lennon de Novais Almeida, Dušan Trifković, Javier Olivares, Guilherme Leonel, Arnau Fernández Plana, Antonio Capitán, Nicolás López Rey, Alejandro Plaza Jiménez, Álvaro Del Valle Navasa, Joaquin Barceló García
- Kreis: Sergio Torio Fernández, David Garcia Olmo, Joaquin Lora Cortes
- Trainer: Toni Malla Pérez
- Zugänge: Matheus Lennon de Novais Almeida (BM Torrelavega), Dušan Trifković (Atlético Novás),[1] Sergio Torio Fernández (Mitoura Handball Marratxí)[2]
- Abgänge: Luka Krivokapić (TVB 1898 Stuttgart), Adrián Nolasco Macia (Club Balonmano Nava), Aron Díaz Ledo (?), Artur Parera (?), David López Ortego (Club Balonmano Villa de Aranda)[3], Carlos Pueyo Casas (?), Jaume Pujol Lluch (?), Nil Montserrat Eroles (?), Vicente Manuel Poveda Paredes (?), Lander Simon Rojo (?), Pau Ferré Andreu (?)

### 2023/2024
In der Saison 2023/2024 der 1. Liga belegte der Verein am Ende den 16. Platz mit sechs Punkten aus zwei Siegen und zwei Unentschieden bei 26 Niederlagen; das Torverhältnis betrug 784:973. Am 25. Spieltag stand Fertiberia Puerto Sagunto als Absteiger fest. Die Heimspiele des Vereins in der Liga wurden von durchschnittlich 1.107 Zuschauern besucht.
Das Team schied in der Copa del Rey in der ersten Runde im Oktober 2023 nach einem 29:32 beim Zweitligisten Valinox Novás aus.

Team:
- Tor: Luka Krivokapić (30 Spiele, 225 Paraden)[6], Daniel Martínez (30 Spiele, 150 Paraden, 1 Tor)[7]
- Außen: Diego Olba (29 Spiele, 22 Tore)[8], David López Ortego (30 Spiele, 45 Tore)[9], Arón Díaz (30 Spiele, 58 Tore)[10], Nil Montserrat (30 Spiele, 49 Tore)[11]
- Rückraum: Lander Simón (23 Spiele, 23 Tore)[12], Pau Ferré (9 Spiele, 16 Tore)[13], Jaume Pujol (21 Spiele, 38 Tore)[14], Javier Olivares (15 Spiele, 27 Tore)[15], Álvaro Del Valle (9 Spiele, 12 Tore)[16], Vicente Poveda (19 Spiele, 70 Tore)[17], Adrián Nolasco (30 Spiele, 153 Tore)[18]
- Kreis: Artur Parera (26 Spiele, 94 Tore)[19], Guillem Correro (15 Spiele, 20 Tore)[20]
- Trainer: Toni Malla Pérez
- Zugänge: Artur Parera (FC Barcelona),[21] Diego Olba (zweite Mannschaft),[22] Lander Simón (Balonmano Burgos),[23] Jaume Pujol (FC Barcelona B),[24] Guillem Correro (OAR García Sabadell),[25] Luka Krivokapić (SC Szeged)[26]
- Abgänge: Gonzalo Porras (Karriereende), Aitor Albizu (Helvetia Anaitasuna), Ignasi Admella (OAR García Sabadell), Álex Ortega (Handbol Sant Cugat), Arnau Fernandez Plana, Javier Manzano, Daniel Sedano

### 2022/2023
In der Saison 2022/2023 der 2. Liga kam das Team auf den 1. Platz der Gruppe B (27 Punkte, 469:419 Tore; zwölf Siege, drei Unentschieden und eine Niiederlage). Dem Verein gelang der Aufstieg als Erstplatzierter der Aufstiegsrunde.
Team:
- Tor: Ignasi Admella, Dani Martínez
- Außen: Arón Díaz, Javier Manzano Fernández, David López Ortego
- Rückraum: Álex Ortega Blázquez, Nil Montserrat Eroles, Álvaro Del Valle, Pau Ferré, Adrián Nolasco, Arnau Fernández Plana, Aitor Albizu Uriguen, Javier Olivares Sanz
- Kreis: Gonzalo Porras Pérez, Daniel Sedano Sanchez, Vicente Poveda
- Trainer: Toni Malla Pérez